# Lars Thorsén
Lars Åke Gunnar Thorsén, född 22 april 1921 i Norrköping, död 3 mars 1990 i Karlskrona, var en svensk arkitekt.
Thorsén, som var son till faktor Martin Thorsén och Inga Nilsson, avlade studentexamen 1941 och utexaminerades från Kungliga Tekniska högskolan 1947. Han anställdes Ragnar Östbergs arkitektkontor i Stockholm 1947, på Nils G. Brinks arkitektkontor i Örebro 1948, på länsarkitektkontoret i Örebro 1950, blev biträdande stadsarkitekt i Härnösands stad 1951, stadsarkitekt i Örnsköldsviks stad 1953 och var stadsarkitekt i Karlskrona stad/kommun 1963–1983. Efter pensioneringen bedrev han egen arkitektverksamhet i Karlskrona.